# 虹桥镇 (泰兴市)
虹桥镇，是中华人民共和国江苏省泰州市泰兴市下辖的一个乡镇级行政单位。

## 行政区划
虹桥镇下辖以下地区：
祥福社区、新市社区、振华社区、公殿村、七圩村、八圩村、九圩村、桃园村、涌兴村、高圩村、四仙村、毗卢村、新市村、张公村、唐港村、季桥村、清水村、封祝村、通石村、上元村、蒋华村、同德村、三桥村、广福村、六圩村、崇福村和宋桥村。